# المجاتیا اولاد طالب
ال مجاتیا اولاد طالب (به فرانسوی: Al Majjatia Oulad Taleb) یک منطقهٔ مسکونی در مراکش است که در کازابلانکای بزرگ واقع شده‌است.

## خصوصیات
ال مجاتیا اولاد طالب ۲۳٬۳۲۲ نفر جمعیت دارد.